# Мизенго Пинда
Мизенго Кајанза Питер Пинда (енгл. Mizengo Kayanza Peter Pinda; Руква, 12. август 1948) танзанијски је политичар, члан парламента за регију Катави и премијер Танзаније од 2008. до 2015. године. Завршио је право на Универзитету Дар ес Салам 1974, а од 1982. године константно се налази на разним пословима у влади Танзаније.